# Галепсос
Галепсос (на гръцки: Γαληψός) е античен град на територията на днешна Северна Гърция, разположен в югозападния край на полуостров Ситония. Градът най-вероятно се е намирал на хълм на 8 километра северно от Торони и на около 17 километра от Амфиполис.
Градът принадлежи на Делоския морски съюз. Основан е като колония на Тасос. След покоряването на Амфиполис Галепсос е завладян от Бразид, но е възвърнат в 423 година пр. Хр. от Клеон. Персей Македонски, бягайки от римляните, които го побеждават битката при Пидна, отплава от устието на Струма и стига до Галепсос, където остава преди да замине за Самотраки.